# Vanden vier becoringhen en andere religieuze teksten

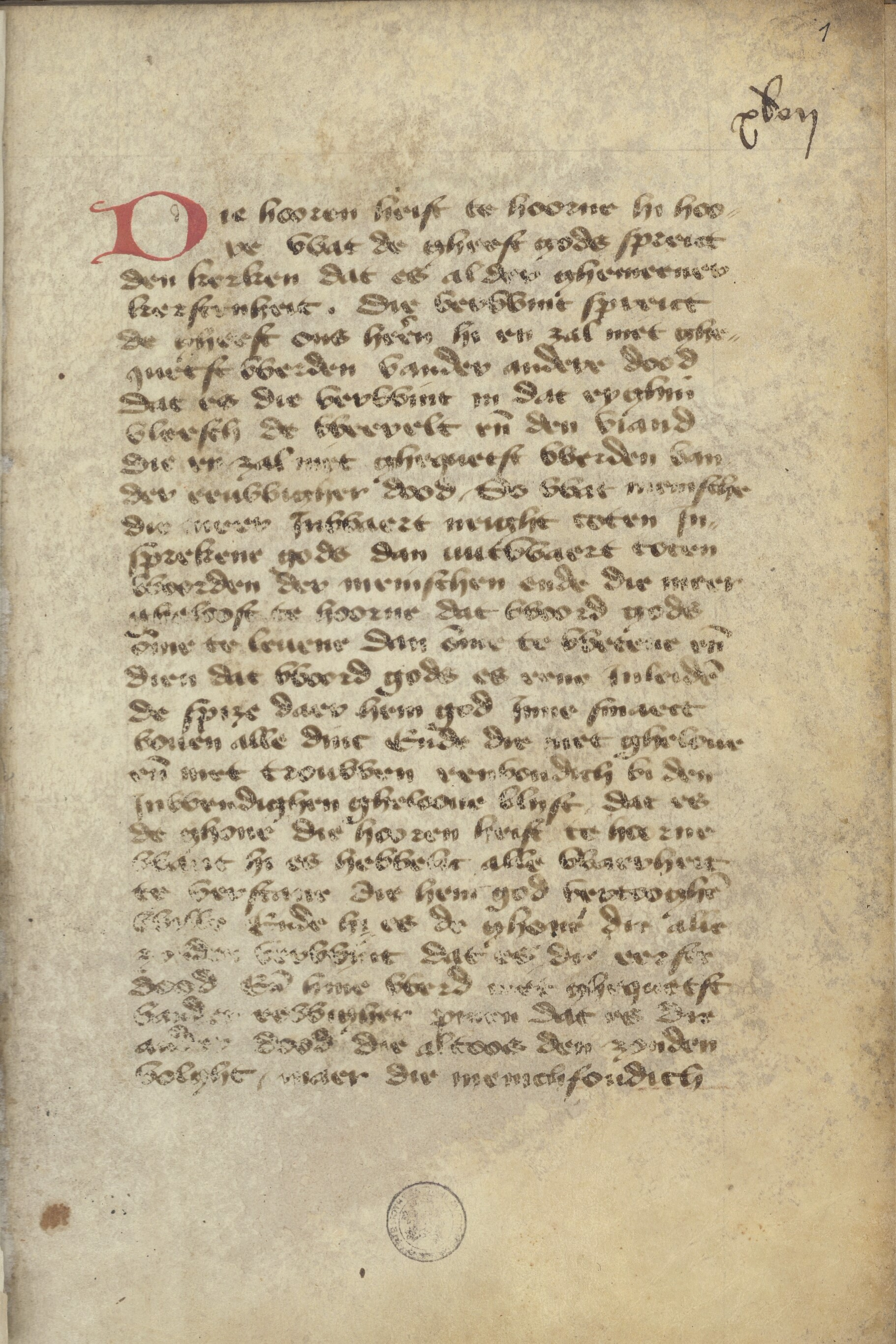
Fragment uit handschrift 1293, bij het begin van de tekst van Jan van Ruusbroec.

Vanden vier becoringhen en andere religieuze teksten is de volledige titel van het handschrift 1293 dat bewaard wordt in de Universiteitsbibliotheek Gent. Het bevat de bekende tekst van Jan van Ruusbroec, Vanden vier becoringhen, alsook teksten van andere religieuze traktaten. 

## Handschrift 1293
Het handschrift 1293 werd vervaardigd in de eerste helft van de vijftiende eeuw in de Nederlanden. Het manuscript bevat 35 folio's in perkament. Het handschrift werd gemaakt door wel vier verschillende handen. De belangrijkste tekst is uiteraard die van Jan van Ruusbroec. Vanden vier becoringhen is vooral bekend geworden door zijn aanwezigheid in het grote verzamelhandschrift van Ruusbroecs werken. Omstreeks 1380, kort vóór of kort na het overlijden van Ruusbroec, werd in Groenendaal een verzamelhandschrift aangelegd, dat diens elf traktaten bevatte. Het was een statige perkamenten codex in folioformaat, die zowat 350 bladen telde en zwaar en onhandzaam moet zijn geweest. Toen de oorspronkelijke band versleten was, werd hij in twee gelijke delen gesplitst. In het eerste, thans verloren deel bevonden zich Dat rike der ghelieven, Die cierheit der gheesteliker brulocht, Vanden blinckenden steen, Vanden vier becoringhen, Vanden kerstenen ghelove, Vanden seven sloten, Dat boecsken der verclaringhe en Vanden twaelf beghinen; in het tweede, nog bewaarde deel (Brussel, K.B., 19.295-97) bevinden zich Vanden gheesteliken tabernakel, Een spieghel der ewigher salicheit en Van seven trappen.

## Inhoud
Handschrift 1293 bevat de volgende onderdelen:
- Vanden vier becoringhen (Jan van Ruusbroec) (fol. 1r. - 11r.)
- Exempel van de molenarin (fol. 11r. - 13v.)
- Over lijdzaamheid (fol. 13v. - 14v.)
- Exempel van een jonkvrouw van tweeëntwintig jaar (fol. 15r. - 16r.)
- Dicta van Augustinus, Paus Leo, Anselmus, St. Jacob, St. Antonius, Salomo (fol. 17r. - 17v.)
- Vijf punten waarom God zijn vrienden in bekoring laat komen (fol. 17v. - 18r.)
- Religieus allegorisch traktaat (fol. 18v. - 24v.)
- Dicta van Augustinus en Ambrosius (fol. 29r.)
- Exempel over Sint-Bernardus (fol. 29r. - 30r.)
- Dit zijn de tien geboden (fol. 30r.)
- Citaten uit de Bijbel, Dicta uit Johannes (fol. 30r. - 33v.)
- De naam van Jezus Christus voor wie we allemaal moeten buigen (fol. 33v. - 35v.)